# روب بالمر (مقدم تلفزيوني)
روب بالمر (بالإنجليزية: Rob Palmer)‏ هو مقدم تلفزيوني أسترالي، ولد في 15 أبريل 1975.